# جوایز تلویزیونی بفتا
جوایز تلویزیونی آکادمی بریتانیا (انگلیسی: British Academy Television Awards) یا جوایز تلویزیونی بفتا (انگلیسی: BAFTA TV Awards) مراسم اهدای جوایزی است که هر سال توسط آکادمی هنرهای فیلم و تلویزیون بریتانیا برگزار می‌شود. این جوایز از سال ۱۹۵۵ اهدا می‌شود.
این جوایز فقط به تولیدان تلویزیونی بریتانیا تعلق می‌گیرد به استثنای «جایزهٔ منتخب بینندگان» و «جایزهٔ بین‌المللی» که به تولیدهات خارجی هم اهدا می‌شود. این جایزه به هرگونه تولیدات داخل بریتانیا از جمله تلویزیون کابلی، تلویزیون ماهواره‌ای، تلویزیون آنالوگ و تلویزیون دیجیتال ممکن است اعطا شود.
بفتای تلویزیونی معمولاً یک روز پس از برگزاری، از شبکه‌های تلویزیون‌های بریتانیا پخش می‌شود. مابین سال‌های ۱۹۹۸ تا ۲۰۰۶ این مراسم به نوبت از شبکه‌های بی‌بی‌سی وان و آی‌تی‌وی پخش می‌شد، اما از سال ۲۰۰۷ به بعد، تنها از شبکهٔ بی‌بی‌سی وان پخش می‌شود.

## دسته‌بندی‌ها
- جایزهٔ تلویزیونی بفتا برای بهترین تک‌‌برنامهٔ درام
- جایزهٔ تلویزیونی بفتا برای بهترین سریال عامه‌پسند و درام دنباله‌دار
- جایزهٔ تلویزیونی بفتا برای بهترین مینی‌سریال
- جایزهٔ تلویزیونی بفتا برای بهترین مجموعهٔ تلویزیونی درام
- جایزهٔ تلویزیونی بفتا برای بهترین سریال عامه‌پسند و درام دنباله‌دار
- جایزه تلویزیونی بفتا برای بهترین برنامه بین‌المللی
- جایزهٔ تلویزیونی بفتا برای بهترین سریال واقع‌گرا
- جایزهٔ تلویزیونی بفتا برای بهترین برنامهٔ واقع‌گرای تخصصی
- جایزهٔ تلویزیونی بفتا برای بهترین مستند تک
- جایزهٔ تلویزیونی بفتا برای بهترین ویژگی‌ها
- جایزهٔ تلویزیونی بفتا برای بهترین برنامه صبحگاهی
- جایزهٔ تلویزیونی بفتا برای بهترین برنامهٔ واقع‌گرا
- جایزهٔ تلویزیونی بفتا برای بهترین برنامه‌ کوتاه
- جایزهٔ تلویزیونی بفتا برای بهترین رویدادهای جاری
- جایزهٔ تلویزیونی بفتا برای بهترین پوشش خبری
- جایزهٔ تلویزیونی بفتا برای بهترین رویداد زنده
- جایزهٔ تلویزیونی بفتا برای بهترین ورزش
- جایزهٔ تلویزیونی بفتا برای بهترین برنامهٔ سرگرم‌کننده
- جایزهٔ تلویزیونی بفتا برای بهترین کمدی (برنامه یا سریال)
- جایزهٔ تلویزیونی بفتا برای بهترین کمدی
- جایزهٔ تلویزیونی بفتا برای بهترین بازیگر مرد نقش اول
- جایزهٔ تلویزیونی بفتا برای بهترین بازیگر زن نقش اول
- جایزهٔ تلویزیونی بفتا برای بهترین بازیگر مرد نقش دوم
- جایزهٔ تلویزیونی بفتا برای بهترین بازیگر زن نقش دوم
- جایزهٔ تلویزیونی بفتا برای بهترین اجرای برنامهٔ سرگرم‌کننده
- جایزهٔ تلویزیونی بفتا برای بهترین بازیگر مرد نقش اول سریال کمدی
- جایزهٔ تلویزیونی بفتا برای بهترین بازیگر زن نقش اول سریال کمدی